# Linda Rich (fotógrafa)
Linda Rich (nascida em 1949) é uma fotógrafa de documentários americana. Com Elinor Cahn e Joan Clark Netherwood foi fundadora e participante activa no Projecto de Pesquisa Documental de East Baltimore entre 1975 e 1980. O seu trabalho encontra-se incluído nas colecções do Museu Smithsoniano de Arte Americana e do Art Institute of Chicago.